# Blasenpflaster

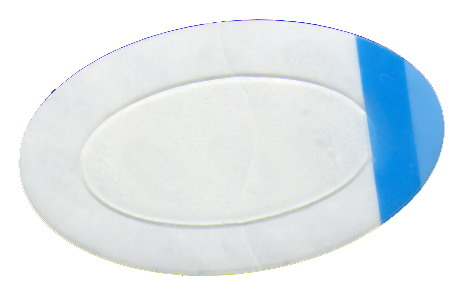
Ein Blasenpflaster mit Gelfüllung in der Mitte und Abreißstreifen für die Klebeflächenabdeckung rechts

Ein Blasenpflaster ist eine spezielle Form eines Wundschnellverbands. Es wird zur Abdeckung von kleinen wundgeriebenen Stellen und Blasen verwendet.
Das mit einer großflächigen Gel- oder Hydrokolloidfüllung gepolsterte Pflaster dient nicht nur dem Schutz der Wunde vor Verschmutzung, sondern lindert durch seine Polsterung weitere durch Berührungen oder Druck verursachte Wundschmerzen.
Ein klassisches Einsatzgebiet von Blasenpflastern sind Verletzungen durch scheuerndes Schuhwerk.